# Caleta Escarpada
Caleta Escarpada (en inglés: Bold Cove) es una pequeña caleta ubicada en la costa este de la isla Gran Malvina, cercana a Puerto Mitre y al oeste de la península Panigadi, sobre el estrecho de San Carlos, en las islas Malvinas. La caleta se abre entre punta Olavarría y punta Escarpada y tiene unos tres kilómetros de largo.

## Historia
El 28 de enero de 1690 el capitán John Strong del HMS Welfare desembarcó en la caleta, cerca de la punta del mismo nombre y las actuales granjas Manybranch, cuando quiso abastecerse de agua dulce. A Strong le llamó la atención la abundancia de gansos y patos, y la falta de madera. En el 300° aniversario de 1990, una placa se erigió en un acto para conmemorar ese desembarco.
Según algunos defensores de la ocupación británica de las islas, ese desembarco de Strong sería el primero que se hizo en el archipiélago malvinense, lo que es ampliamente rechazado por muchos historiadores de diversas procedencias.